# ماركو أنطونيو رودريغيز
ماركو أنطونيو رودريغيز (بالإسبانية: Marco Antonio Rodríguez)‏ هو منافس ألعاب قوى بوليفي، ولد في 24 يناير 1994.

## وصلات خارجية
- ماركو أنطونيو رودريغيز على موقع الاتحاد الدولي لألعاب القوى (الإنجليزية)
- ماركو أنطونيو رودريغيز على موقع أوليمبيديا (الإنجليزية)